# ウォルト・ディズニー・クラシックス・コレクション
ウォルト・ディズニー・クラシックス・コレクション (Walt Disney Classics Collection、WDCC) はディズニーキャラクターやディズニー作品の一場面をモチーフにした磁器製のフィギュアコレクションのシリーズ名。1992年7月に登場した。
原型はディズニーアニメーターの監修の下で製作が行われ、完成作品には手塗りによる絵付がされている。
作品は数量や販売期間、販売ルートなどを限定して販売しており、中古市場にて販売価格を超える高値で取引されたものもある。

## 概要
ウォルトディズニースタジオのアニメーターらがキャラクターのモデルシートなどの資料をもとに原型のデザインを行い、Walt Disney Art Classicsよりライセンスを受けたEnesco社が製作している。

主に磁器で構成されているが、磁器での表現が難しいパーツや構造体に金属やクリスタルが使用される場合もある。

作品には美術品などにみられる作品証明書が添付されており、ウォルトディズニースタジオのアーキビストであるDave Smithと本シリーズのクリエイティブディレクターであるDave Pachecoのサインが入っている。

## バックスタンプ
底面に作品名称などと共に「プロダクションマーク」と呼ばれる製造年を示すマークが刻印されている。

プロダクションマークはディズニー映画に登場した小道具などから選ばれている。
| 製造年 | モチーフ                   | 出典                 |
| ------ | -------------------------- | -------------------- |
| 1992   | 操舵輪                     | 蒸気船ウィリー       |
| 1993   | ト音記号                   | シリー・シンフォニー |
| 1994   | 花                         | 花と木               |
| 1995   | こて                       | 三匹の子ぶた         |
| 1996   | ドナルドダックのセーラー帽 | かしこいメンドリ     |
| 1997   | 譜面台                     | ミッキーの大演奏会   |
| 1998   | つるはし                   | 白雪姫               |
| 1999   | 魔法使いの帽子             | ファンタジア         |
| 2000   | 羽根                       | ダンボ               |
| 2001   | 蝶                         | バンビ               |
| 2002   | ソンブレロ                 | ラテン・アメリカの旅 |
| 2003   | 金のハープ                 | ミッキーと豆の木     |
| 2004   | ハチ                       | メロディ・タイム     |
| 2005   | ガラスの靴                 | シンデレラ           |
| 2006   | ティーカップ               | ふしぎの国のアリス   |
| 2007   | フック船長のフック         | ピーター・パン       |
| 2008   | オーロラ姫の西洋の冠       | 眠れる森の美女       |
| 2009   | ダルメシアンの足跡         | 101匹わんちゃん      |
| 2010   | 剣と金床                   | 王様の剣             |
| 2011   | 傘                         | メリー・ポピンズ     |